# Choerodon margaritiferus
Choerodon margaritiferus là một loài cá biển thuộc chi Choerodon trong họ Cá bàng chài. Loài này được mô tả lần đầu tiên vào năm 1928.

## Từ nguyên
Từ định danh margaritiferus trong tiếng Latinh mang nghĩa là "người mang ngọc trai", hàm ý đề cập đến những đốm trắng ở trên thân của loài cá này.

## Phạm vi phân bố và môi trường sống
Từ đảo Okinawa (phía nam Nhật Bản), phạm vi của C. margaritiferus trải dài đến đảo Đài Loan, Sulu và Cebu (Philippines), Sulawesi và Lombok (Indonesia), Nouvelle-Calédonie cũng như tại quần đảo Chesterfield.
Môi trường sống của C. margaritiferus chưa được biết đến, nhưng chúng được thu thập ở độ sâu tương đối lớn, đến 72 m ở Nouvelle-Calédonie.

## Mô tả
Chiều dài lớn nhất được ghi nhận ở C. margaritiferus là 11,5 cm. Cá cái có màu hồng (trắng hơn ở thân dưới) với một dải sọc màu cam dọc theo đường bên; rìa sau vây đuôi có vệt màu đỏ tươi. Cá đực trưởng thành màu xanh lục nhạt ở thân trên, trắng ở thân dưới, sọc cam được thay bằng sọc màu xanh lam (nhưng đứt đoạn). Dưới mắt có một vệt sọc xanh lam. Vảy cá có các vạch màu xanh óng. Ở thân sau có một đốm nâu đỏ ngay dưới vây lưng sau.
Số gai ở vây lưng: 12; Số tia vây ở vây lưng: 8; Số gai ở vây hậu môn: 3; Số tia vây ở vây hậu môn: 10; Số tia vây ở vây ngực: 15; Số gai ở vây bụng: 1; Số tia vây ở vây bụng: 5.

## Sinh thái học
Thức ăn của C. margaritiferus có thể là những loài động vật có vỏ cứng như những loài cùng chi.

### Trích dẫn
- Gomon, Martin F. (2017). "A review of the tuskfishes, genus Choerodon (Labridae, Perciformes), with descriptions of three new species" (PDF). Memoirs of Museum Victoria. Quyển 76. tr. 1–111. doi:10.24199/j.mmv.2017.76.01.